# Mesoneuris
Mesoneuris là một chi thực vật có hoa trong họ Cúc (Asteraceae).

## Loài
Chi Mesoneuris gồm các loài: